# Bonlieu
Bonlieu é uma comuna francesa na região administrativa de Borgonha-Franco-Condado, no departamento de Jura. Estende-se por uma área de 13,05 km². Em 2010 a comuna tinha 269 habitantes (densidade: 20,6 hab./km²).